# Canyon Creek (Washington)
Canyon Creek es un lugar designado por el censo ubicado en el condado de Snohomish en el estado estadounidense de Washington. En el año 2010 tenía una población de 3.200 habitantes.

## Geografía
Canyon Creek se encuentra ubicado en las coordenadas 48°6′37″N 121°58′58″O / 48.11028, -121.98278.